# Chalk Farm (metropolitana di Londra)
Chalk Farm è una stazione della metropolitana di Londra che si trova sulla linea Northern.

## Storia

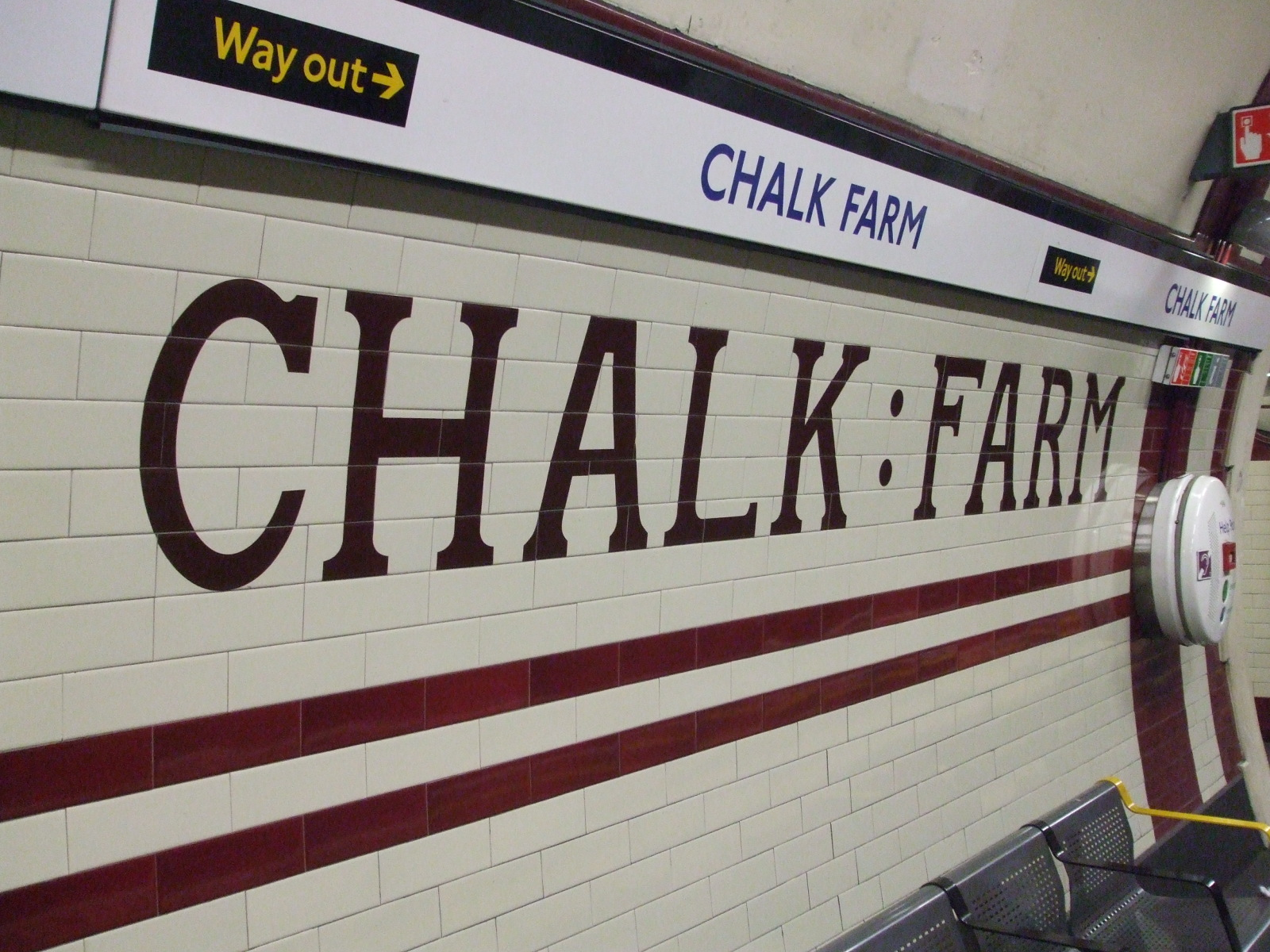
Piastrellatura sulla piattaforma della stazione

La stazione fu aperta il 22 giugno 1907 dalla Charing Cross, Euston & Hampstead Railway. L'edificio fu disegnato dall'architetto Leslie Green, che morì un anno dopo l'inaugurazione.
L'edificio, a pianta triangolare e a forma di sottile cuneo, ha le lunghe facciate rivestite di piastrelle smaltate. È un monumento classificato di Grade II.
Chalk Farm aveva i pozzi degli ascensori più corti (6,4 m) tra tutte le stazioni della metropolitana londinese, ma questo primato è passato di recente alla stazione di King's Cross St. Pancras, con 2,3 m.
La stazione è stata completamente messa a nuovo dalla compagnia privata Tube Lines nel 2005.
Nel luglio 2017 sono iniziati i lavori per la sostituzione dei due ascensori, che verranno rimpiazzati uno alla volta. Fino ad agosto 2018, data prevista per il completamento dei lavori, la stazione avrà un solo ascensore in funzione.

## Strutture e impianti
L'edificio si trova all'incrocio tra Chalk Farm Road, Haverstock Hill e Adelaide Road.
La stazione è compresa nella Travelcard Zone 2.

## Interscambi
Nelle vicinanze della stazione effettuano fermata alcune linee urbane automobilistiche, gestite da London Buses
- Fermata autobus

## Nella cultura di massa
Nella copertina dell'album Absolutely dei Madness, uscito nel 1980, è raffigurata la band di fronte alla stazione di Chalk Farm.